# Barh Signaka
Barh Signaka er et af de to departementer, som udgør regionen Guéra i Tchad.
11°03′44″N 17°56′00″Ø / 11.0622°N 17.9333°Ø